# F-6 (skola)
F-6 avser en grundskola som har verksamhet från förskoleklass (F) till och med sjätte klass (6).
"F" står för förskoleklass och inte förskola då ordet förskola i Sverige betyder samma sak som dagis medan förskoleklass står för verksamheten året mellan dagis och skola.